# Willem I van Thouars
Willem I van Thouars (1120 - 1151) was een zoon van Amalrik V van Thouars en van Agnes van Poitiers. Hij volgde in 1139 zijn overleden neef Amalrik VI van Thouars op als burggraaf van Thouars. Wegens een geschil met zijn moeder werd hij verbannen, maar in 1141 werd deze verbanning opgeheven en gaf zijn moeder hem de bezittingen terug in Oléron, La Chaise, Argenton le Château, Sainte Hermine en Mareuil in ruil voor Airvault. In 1147 nam Willem deel aan de kruistocht van Lodewijk VIII. Hij was terug in Thouars in 1149 en stierf in 1151.
Willem was gehuwd met Aumou van Mareui, maar had geen kinderen.